# Charles Leclerc (tábornok)
Charles Victoire Emmanuel Leclerc d’Ostin (Pontoise, 1772. március 17. – Haiti, 1802. november 2.) francia tábornok.

## Élete

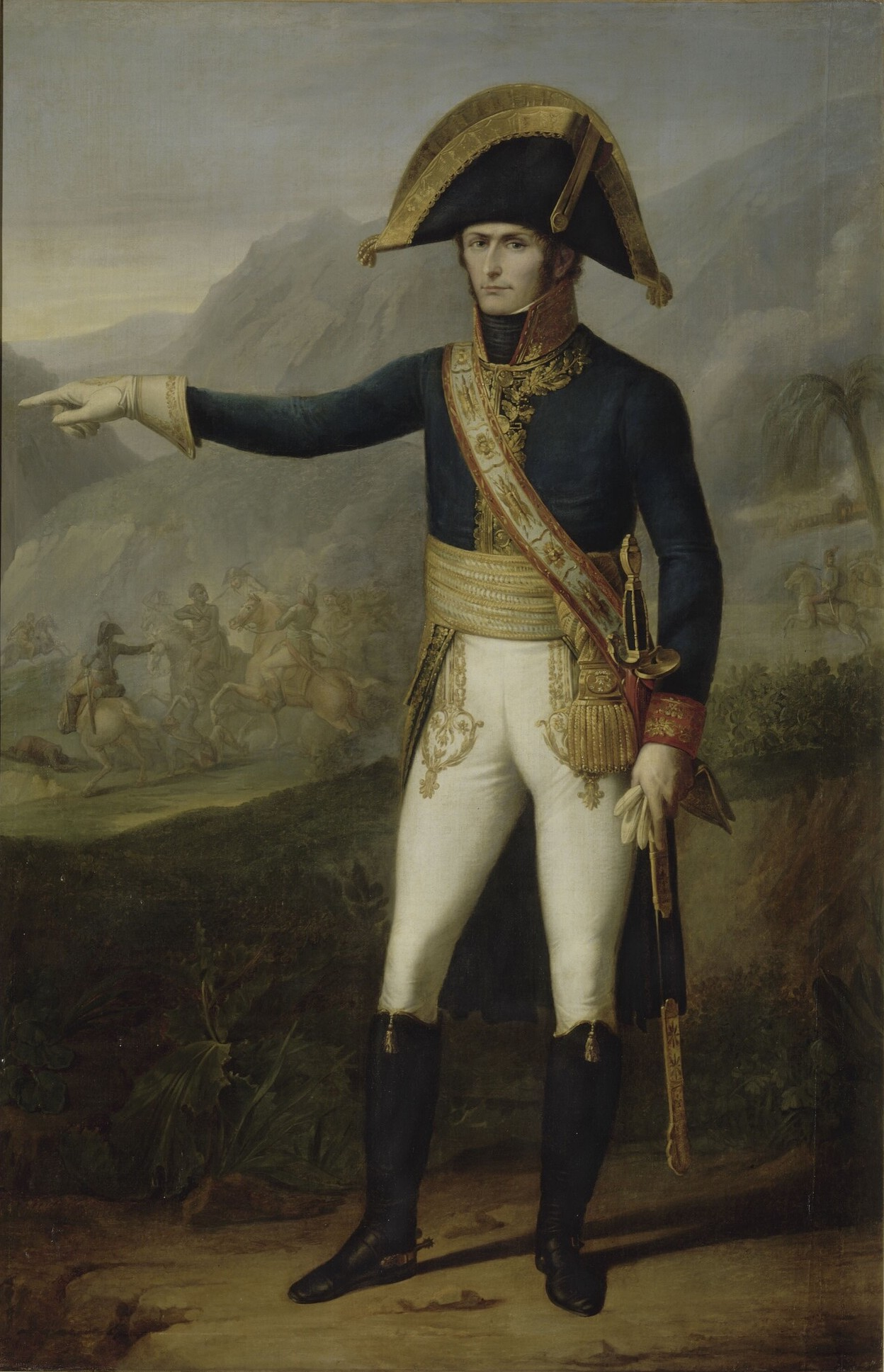
Charles Leclerc

Előbb kereskedő volt, de 1791-ben mint tiszt önkéntes zászlóaljba lépett és miután 1793-ban Toulon ostromlásakor magát kitüntette, zászlóaljparancsnok lett. 1794-ben átlépett az alpesi hadseregbe és a mont-cenisi átkelésnél ő volt az elővéd parancsnoka. 1795 őszén mint parancsnok Marseille-be ment, ahol eljegyezte Napóleon nővérét, Paulinát. Ezután Észak-Itáliába került mint Napóleon hadsegéde, ahol Berthier oldalán különösen a politikai levelezéssel bízták meg. A leobeni fegyverszünet után tábornok lett és Milánóban megesküdött Paulinával.
Bonaparte tábornoknak Egyiptomból való visszatérése után Leclerc részt vett a Brumaire 18–19-i államcsínyben; ő volt az, aki a gránátosok élén St.-Cloudban az ötszázak tanácsának ellenálló tagjait az ülésteremből kiűzte. Osztálytábornokká nevezték ki, Moreau tábornok alatt átvette a rajnai sereg II. hadteste feletti parancsnokságot, melynek élén 1800. december 3-án részt vett a hohenlindeni ütközetben. 1802-ben a haiti expedíció vezére lett és február elején a szigeten kikötött. Kezdeti sikerei után seregében sárgaláz-járvány tört ki, melynek 1802-ben ő maga is áldozatul esett. Végül 1803-ban a franciák kiürítették a szigetet. Özvegye 1803-ban Borghese herceg neje lett.